# 王子阳
王子阳（？—1937年3月），原籍不详，中国军事人物，曾任东北抗日联军第3军代师长，为最早揭露日本731部队恶行者之一。他曾在1933年被日军抓捕进关东军背荫河细菌实验基地，之后带领难友逃离并最终加入东北抗联。1937年3月在战斗中负伤后战死。

## 被731部队抓捕
王子阳原籍和出生日期已不可考。根据东北抗联第三军第一师师长刘海涛撰写的《关于满洲情形的报告》，1933年的王子阳是在哈尔滨街上行走时，在日军、满洲国军组织的“圈街”行动中被莫名抓走。在被抓后，这群人先是被关押在哈尔滨的香坊监狱。之后，王子阳和其他40多人连夜被日军送到黑龙江五常的背荫河。这里是日本关东军細菌戰负责人石井四郎所领导的“石井部队”当时在中国东北设立的细菌试验场。得知日军在背荫河利用中国人进行细菌试验后，这些人决定不能等死。1934年9月30日中秋节之际，在王子阳的带领下，被囚禁在此的农民用酒瓶打昏了送饭的日本人瓜生荣二，并抢夺到了钥匙打开了监狱的门。凑巧当天监狱停电，有16人逃离关押，最终12人成功存活。
王子阳等人成功逃脱后，日本细菌战负责人石井四郎担心日本存在细菌战部队的秘密被泄露，对背荫河细菌试验所进行爆破。此后他逐步将试验基地从背荫河迁移到平房地区。

## 抗联时期
逃出来的王子阳等人遇到了正在背荫河一带活动的赵一曼所率领的自卫队，随即被解救。此后这些人志愿加入了東北抗聯。成功逃出来后，王子阳将背荫河基地内的信息披露出来。他表示中馬城内吃喝待遇很好，但是被关押的人每隔几天就会被穿白衣的日本人抽血，直至被抽血的人支撑不下去后被投入焚尸炉焚化。由此，王子阳也成为了最早揭露日军在中国进行活体实验罪行的人之一。
1936年，时任东北人民革命军第三军一团团长刘海涛依照王子阳的证言，化名张富民前往苏联向共产国际提交了名为《关于满洲的情况报告》，揭露日本的反人类行为。此后的王子阳加入了中国共产党并成为抗联的指挥员，担任东北抗联第三军的一名代师长。
1937年3月，王子阳在木兰县拐把桥战斗中腹部受重伤，被人抬到郭家粉坊，坚持了大半天后最终牺牲。木兰县老促会郭喜堂撰写的抗联战士兰会田回忆录《拐把桥战斗》中提到众人为王子阳举行了追悼会后就将其安葬在鸡冠山滥柴顶子西坡脚下二道林子山岗上。

## 身后
2017年4月20日，黑龙江省兴隆林业局东北抗联搜寻小分队经过调查，在曾是东北抗联第三军第六师的所在地的元宝山林场滥柴顶子西坡、六师密营东二道林子的一个山岗上发现了王子阳墓地。同年9月2日，人们在密营遗址举行了王子阳墓认证祭奠活动。自此之后，每年都有群众自发对其进行祭扫。2020年9月2日，王子阳被补录进退役军人事务部公布的第三批著名抗日英烈、英雄群体名录中。2022年6月12日，其遗骸被移葬至木兰县革命烈士陵园。
由张艺谋执导，2021年4月30日在中国大陆上映的电影《悬崖之上》中，四名中国特工受命执行的一个代号“乌特拉”的秘密任务，其目的就是要寻找一位名叫“王子阳”的人并将其护送出境。与史实不同，片中的王子阳被描述为日本在东北地区进行的反人类实验中唯一的幸存者，需要被护送出境向世界揭露日本的暴行。